# Osmund von Sées

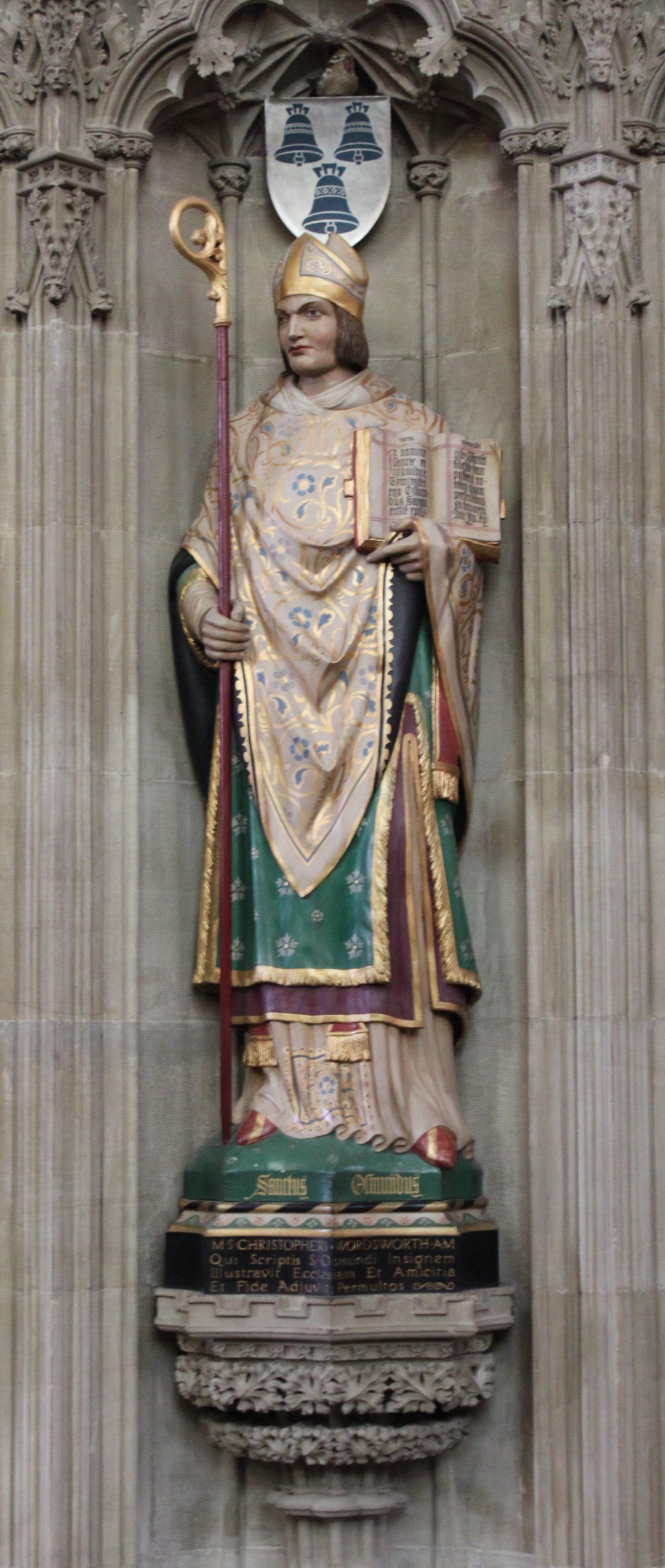
Statue (Salisbury Cathedral)

Osmund von Sées (* in Sées, heute im Département Orne; † 3. Dezember 1099) war Bischof von Salisbury und ist katholischer Heiliger.

## Leben
Osmund oder Osmond wurde in Sées im Herzogtum Normandie als Sohn von Henri de Centville, Graf von Sées, und der Isabella geboren. Er war Earl of Dorset (ab 1070) und Bischof von Salisbury (ab 1078).
Er war der Beichtvater Wilhelms des Eroberers, wird aber auch als dessen Neffe bezeichnet, was nur durch seine Mutter sein kann, die in einigen Quellen als Schwester Wilhelms, in anderen als Isabella von Conteville und damit als Halbschwester Wilhelms bezeichnet wird.
Osmund ist einer derjenigen, die von Wilhelm dem Eroberer mit der Ausarbeitung des Domesday Books beauftragt wurden, dem Werk, in dem alle Besitzungen der normannischen Ritter in England, aber auch in anderen Ländern, ebenso wie deren Genealogien, verzeichnet wurden. Osmund war anwesend, als das Buch von den Grundbesitzern angenommen wurde, und sie Wilhelm Treue schworen (Freemans conquest).
Er begleitete 1066 Wilhelm bei der Eroberung Englands, war bei der Schlacht von Hastings dabei, und wurde 1078 Bischof von Salisbury. 
Er war Lordkanzler des Königreichs England von 1070 bis 1078 und Earl of Dorset seit 1070. Dem Domesday Book folgend scheint er Besitz in Derbyshire, Somerset, Leicestershire und Nottingham gehabt zu haben.
Die Kathedrale von Wiltshire, deren Bau er angestoßen hat, wurde am 5. April 1092 geweiht. Er bildete Missionare aus, gründete eine Schule für Kleriker, um die katholischen Riten zu reorganisieren, schuf die Liturgie von Old Sarum, das Register of St Osmund, eine Sammlung von Dokumenten mit der chronologischen Ordnung der Messen, sowie allem, was eine Beziehung zu seiner Diözese Sarum (der alte Name von Salisbury) hatte. Seine liturgische Reform wurde überall auf den britischen Inseln übernommen.

## Tod und Seligsprechung
Er starb in der Nacht vom 3. Dezember 1099 und wurde erst in Old Sarum begraben, dann im Juli 1457 im neuen Salisbury in einem Sarkophag mit der einfachen Aufschrift „MXCIX“ (1099).
Bereits 1228 beantragten Richard Poore, der Bischof von Salisbury, und seine Kanoniker bei Papst Gregor IX. die Heiligsprechung Osmunds, doch dauerte es bis zum 1. Januar 1457, bis er von Kalixt III. heiliggesprochen wurde.